# سانگزی
سانگزی (به لاتین: Songzi) یک county-level city در جمهوری خلق چین است که در جیانگژو واقع شده‌است.